# Ursynów
Ursynów is het meest zuidelijke stadsdeel van Warschau, de hoofdstad van Polen. In het meest zuidelijke punt van Ursynów ligt het Kabaty Bos, dat 9,2 km² beslaat.

## Wijken
- Dąbrówka
- Grabów
- Jeziorki Północne
- Jeziorki Południowe
- Kabaty
- Natolin
- Pyry

- Skarpa Powsińska
- Stary Imielin
- Stary Służew
- Teren Wydzielony Rezerwat "Las Kabacki"
- Ursynów Centrum
- Ursynów Północny
- Wyczółki

## Bezienswaardigheden
- Natolin, een rijk natuurgebied met in het midden een paleis.
- Służewiec-paardenracebaan, een paardenracebaan uit 1939 waar veel concerten gegeven worden.

Bemowo · Białołęka · Bielany · Mokotów · Ochota · Praga · Rembertów · Śródmieście ·
Targówek · Ursus · Ursynów · Wawer · Wesoła · Wilanów · Włochy · Wola · Żoliborz